# Arbejdsmarkedsstyrelsen
Arbejdsmarkedsstyrelsen var en styrelse under Beskæftigelsesministeriet, der havde det overordnede ansvar for udførelsen af og opfølgningen på den beskæftigelsespolitiske indsats i regioner og kommuner. Målet for Arbejdsmarkedsstyrelsen var at medvirke til at skabe et smidigt og velfungerende arbejdsmarked.
Arbejdsmarkedsstyrelsen blev oprettet i 1989, hvor den samlede Arbejdsdirektoratet (oprettet 1907) og Direktoratet for Arbejdsmarkedsuddannelserne (oprettet 1976). Styrelsen gennemførte sit arbejde i samarbejde med de fire beskæftigelsesregioner (Nordjylland, Midtjylland, Syddanmark samt Hovedstaden og Sjælland), der blev oprettet i 2003.
Den 1. januar 2014 oprettedes en ny styrelse i Beskæftigelsesministeriet: Styrelsen for Arbejdsmarked og Rekruttering. Styrelsen for Arbejdsmarked og Rekruttering fik ansvaret for opgaver vedrørende den samlede beskæftigelsesindsats og forsørgelsesydelser samt international rekruttering.
Styrelsen for Arbejdsmarked og Rekruttering fik således opgaver fra Arbejdsmarkedsstyrelsen og Styrelsen for Fastholdelse og Rekruttering. De to styrelser fortsatte frem til udgangen af 2013.